# Loxosceles insula
Loxosceles insula là một loài nhện trong họ Sicariidae.
Loài này thuộc chi Loxosceles. Loxosceles insula được miêu tả năm 1983 bởi Gertsch & Ennik.